# Скворцов, Иван Васильевич (публицист)
Иван Васильевич Скворцов (1855 — после 1917) — русский публицист и педагог.

## Биография
Родился 2 (14) февраля 1851 года в селе Опарино, Ерёминской волости Александровского уезда Владимирской губернии
В 1875 году окончил Владимирскую духовную семинарию, в 1879 году — Московскую духовную академию. Был назначен преподавателем истории в Пермскую духовную семинарию, но отказавшись туда ехать, оплатил своё обучение и содержание в академии.
Ещё учась в Московской духовной академии, в 1876 году он написал несколько статей для журналов, а в 1877 году в «Современных известиях» была опубликована его первая газетная статья: «О роли Англии в восточном вопросе».
В 1880 году поступил на службу в учебный комитет при Святейшем синоде. В том же году стал помощником редактора в газете «Церковно-общественный вестник», где публиковал свои статьи под псевдонимами: И. Старов и Solo. В 1882 году стал преподавателем педагогики и истории в Литейной и Рождественской женских гимназиях.
В 1883 году перешёл на службу в Ведомство учреждений Императрицы Марии Фёдоровны; был помощником начальника Санкт-Петербургских женских гимназий, начальником Санкт-Петербургских и Царскосельской женских гимназий ведомства учреждений. С 1891 года преподавал педагогику в специальных классах Санкт-Петербургского Александровского института.
В 1884—1892 годах состоял редактором «Еженедельного обозрения» и газеты «День» ; с 1895 года — редактор-издатель журнала «Литературное обозрение»; в 1896—1904 годах редактор еженедельной газеты «Отголоски» и «Слово», с 1914 года — журнала «Вестник Школы».
С 1 января 1902 года — действительный статский советник; был награждён орденами Св. Владимира 3-й ст. (1908), Св. Станислава 1-й ст. (1910), Св. Анны 2-й (1896) и 1-й ст. (1914).